# Józef Mościcki
Józef Wiktor Mościcki (ur. 19 lipca 1898, zm. 1955) – polski dyplomata, oficer Wojska Polskiego.

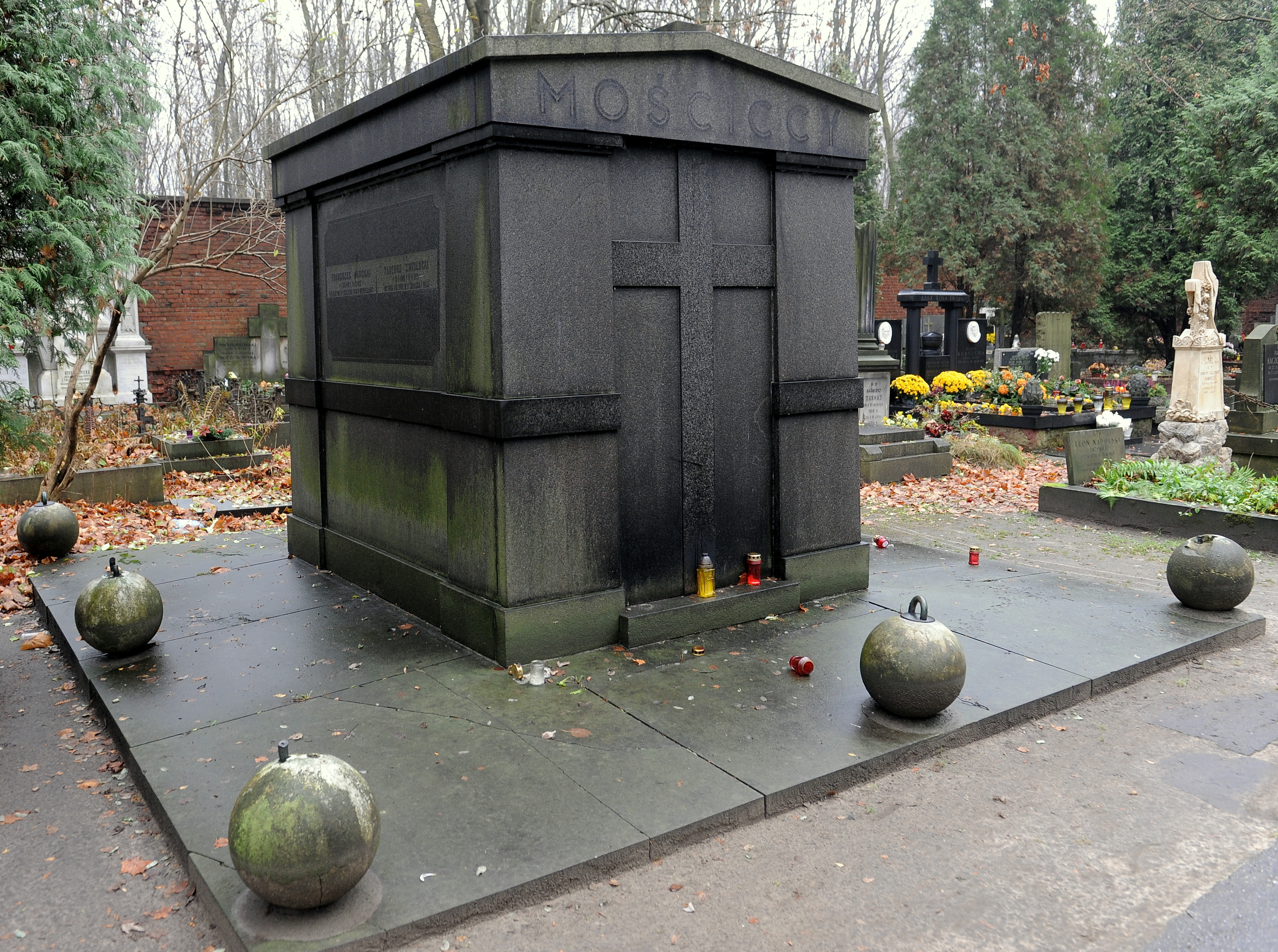
Grobowiec rodziny Mościckich

## Życiorys
Urodził się 19 lipca 1898. Był synem Ignacego Mościckiego i Michaliny z domu Czyżewskiej. Jego rodzeństwem byli Michał (1894–1961, także dyplomata), Helena (1897-1962, pierwsza żona Tadeusza Zwisłockiego i druga żona Aleksandra Bobkowskiego), Franciszek (1899–1927).
Uczył się w szkole realnej. Po wybuchu I wojny światowej służył w Legionach Polskich od 5 lipca 1915 w szergach 9 kompanii III batalionu 6 pułku piechoty w składzie III Brygady. Później otrzymał przydział do Oddziału Telefonicznego Komendy LP, a po kryzysie przysięgowym z lipca 1917 do Kompanii Telegraficznej Polskiego Korpusu Posiłkowego. 7 grudnia 1917 został superarbitrowany w Krakowie, uznano go za inwalidę zdolnego do służby bez broni. Jako były żołnierz Legionów został przyjęty do Wojska Polskiego i zatwierdzony w stopniu podporucznika. Potem awansowany na porucznika rezerwy łączności ze starszeństwem z dniem 1 czerwca 1919. W 1923, 1924 był oficerem rezerwowym 2 pułku łączności. 
Do 1937 był I sekretarzem Poselstwa RP i kierownikiem Wydziału Konsulatu RP w Bernie.
Zmarł w 1955 w Warszawie. Został pochowany w grobowcu rodzinnym na cmentarzu Powązkowskim w Warszawie (kw. 205, rz. 5/6, grób 19).
Jego żoną była Zofia z domu Sobotkowska (1905–1955).

## Odznaczenia
- Krzyż Walecznych (przed 1923)[6]
- Krzyż Niepodległości – 9 listopada 1932 „za pracę w dziele odzyskania niepodległości”[13][14][15]
- Złoty  Krzyż Zasługi (1937, za zasługi w służbie państwowej)[9]